# Joan Lunden

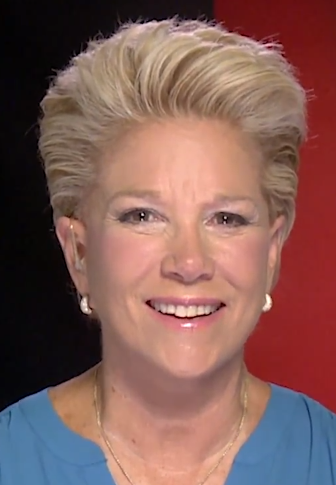
Joan Lunden (2018)

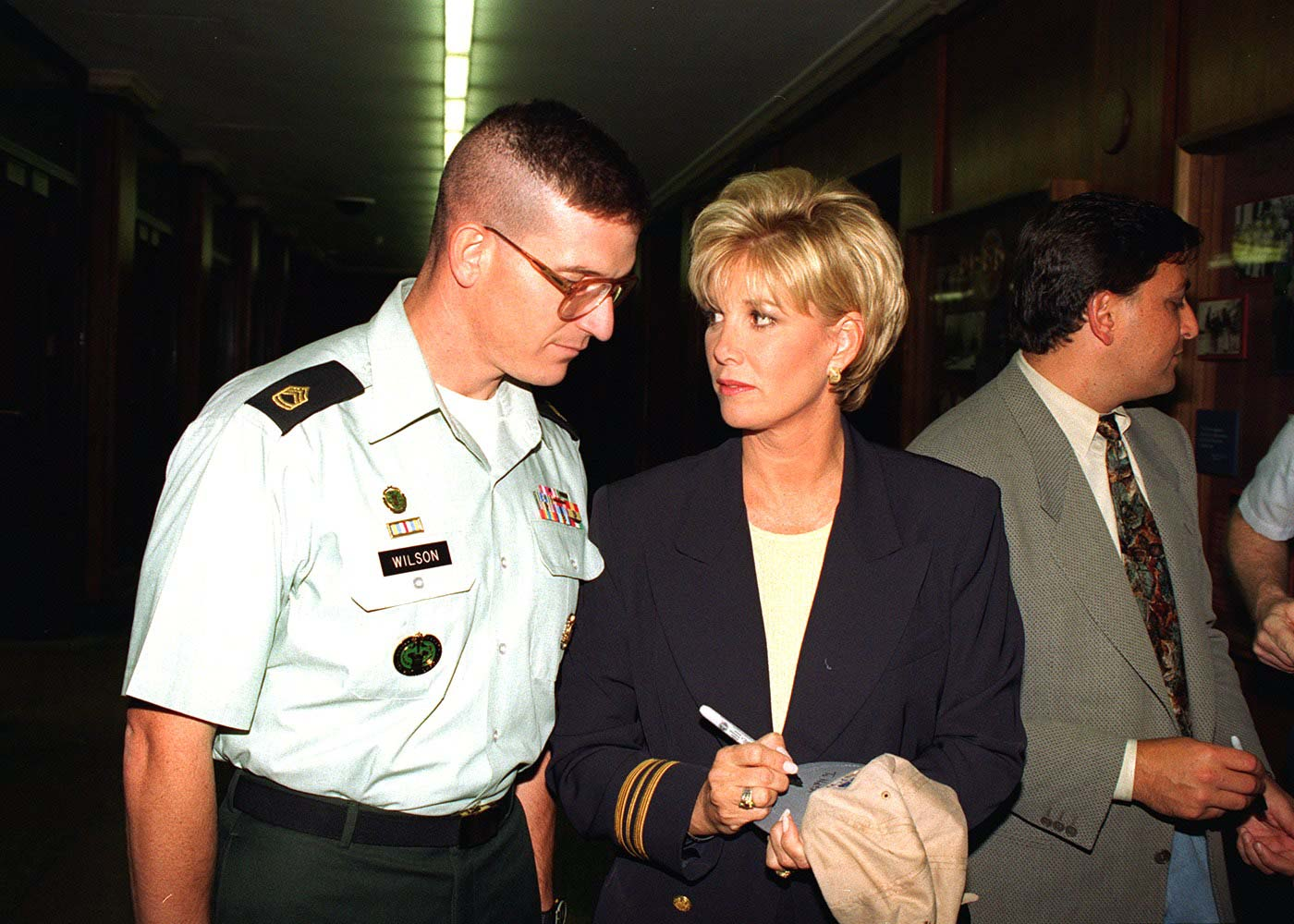
Joan Lunden (1996)

Joan Lunden (* 19. September 1950 in Fair Oaks, Kalifornien) ist eine US-amerikanische Journalistin, Nachrichtensprecherin und Autorin.

## Leben
Lunden studierte an der Sacramento State University. Sie war von 1980 bis 1997 langjährige Moderatorin der US-amerikanischen Fernsehsendung Good Morning America von ABC. Lunden war von 1978 bis 1992 mit dem Fernsehproduzenten Michael A. Krauss verheiratet, mit dem sie drei Kinder hat. In zweiter Ehe heiratete sie im Jahre 2000 Jeff Konigsberg; mit ihm hat sie vier Kinder. 2016 erhielt sie den Warrior Award der WWE Hall of Fame 2016.

## Werke (Auswahl)
- Growing up Healthy: Protecting your child now through Adulthood.
- Joan Lunden’s Healthy Living.
- Joan Lunden’s Healthy Cooking.
- Wake Up Calls: Making the Most Out of Every Day (Regardless of What Life Throws You). ISBN 0-07-136126-X.
- A Bend in the Road is not the End of the Road: 10 Positive Principles For Dealing With Change. ISBN 0-688-16083-2.
- Mother’s Minutes.
- Your Newborn Baby.
- Good Morning I’m Joan Lunden.
- Exercise Video: Workout America.